# Hipoteza czasu widmowego
Hipoteza czasu widmowego – teoria zaproponowana przez Heriberta Illiga w 1991 mówiąca, że pewien okres wczesnego średniowiecza (a dokładniej lata 614–911) nigdy nie miał miejsca, ponieważ przesunięto kalendarz. Illig uważa, że dokonano tego za pomocą zmian czy fałszerstw dokumentów.

## Argumenty Illiga
Hipoteza wynika z twierdzeń Illiga dotyczących kalendarza juliańskiego, kalendarza gregoriańskiego i kalendarza astronomicznego. Ponieważ kalendarz juliański spóźniał się o jeden dzień na 128 lat w stosunku do kalendarza astronomicznego, w 1582 roku został zastąpiony kalendarzem gregoriańskim. Illig stwierdził, że przy reformie kalendarza powinno być dodanych trzynaście dni, tymczasem dodano dziesięć dni. To doprowadziło Illiga do wniosku, że era AD liczyła około trzech wieków, które w rzeczywistości nigdy nie istniały. W rzeczywistości luka 10 dni była liczona nie od 46 p.n.e. (wprowadzenia kalendarza juliańskiego) czy 1 n.e. (domniemanej daty narodzin Jezusa Chrystusa), a od 325 n.e. (soboru w Nicei, na którym ustalono, że pierwsza niedziela po pierwszej wiosennej pełni Księżyca będzie Niedzielą Wielkanocną).
Illig argumentuje swoją tezę również faktem niedoboru dowodów archeologicznych datowanych na okres 614–911, na postrzeganych nieprawidłowościach przy datowaniu radiometrycznym i dendrochronologicznym oraz na nadmiernym poleganiu na źródłach pisanych historyków zajmujących się średniowieczem.
Illig uważa także, że obecność architektury romańskiej w dziesiątym wieku jest dowodem na to, że minęło wtedy mniej niż pół tysiąclecia od momentu upadku cesarstwa zachodniorzymskiego, wnioskuje także, że okres Karolingów, w tym osoba Karola Wielkiego, jest mistyfikacją, dokonaną na zlecenie Ottona III i papieża Sylwestra II.

## Argumenty przeciwko hipotezie
Istnieje kilka metod datowania, które przeczą tej teorii. Obserwacje w starożytnej astronomii zgadzają się z obserwacjami bez dodanego „czasu widmowego”, na przykład pod koniec wojen grecko-perskich w ciągu półtora roku zdarzyły się dwa zaćmienia Słońca, 2 października 480 p.n.e. i 14 lutego 478 p.n.e. Obserwacje komety Halleya również pokazują, że hipoteza czasu widmowego jest niepoprawna.